# A'ana
A'ana je jedan od jedanaest distrikta u Samoi. Središte distrikta je u naselju Leulumoega. Distrikt se nalazi na zapadnom dijelu otoka Upolu. Susjedni samoanski distrikti su Tuamasaga na istoku, Gaga'emauga na jugoistoku i Aiga-i-le-Tai na zapadu. Prema podacima iz 2001. godine u distriktu živi 20.167 stanovnika, dok je prosječna gustoća naseljenosti 193 stanovnika na km². 